# Attachie
Attachie est un village situé dans la province de l'Colombie-Britannique, dans le nord-est.